# Mistrzostwa Polski w Kajakarstwie 1990
52. Mistrzostwa Polski seniorów w kajakarstwie – odbyły się w dniach 31 sierpnia - 2 września 1990 roku w Poznaniu. 

## Medaliści

### Mężczyźni

#### Kanadyjki
| Konkurencja | Złoto                                                                           | Czas | Srebro                                              | Czas | Brąz                                                   | Czas |
| C-1 500 m   | Marek Łbik (Warta Poznań)                                                       |      | Tomasz Goliasz (Orzeł Wałcz)                        |      | Jan Pinczura (Górnik Czechowice)                       |      |
| C-1 1000 m  | Tomasz Goliasz (Orzeł Wałcz)                                                    |      | Marek Łbik (Warta Poznań)                           |      | Dariusz Koszykowski (Wiskord Szczecin)                 |      |
| C-1 10000 m | Tomasz Goliasz (Orzeł Wałcz)                                                    |      | Artur Dyjewski (Skra Warszawa)                      |      | Andrzej Kamiński (Budowlani Olsztyn)                   |      |
| C-2 500 m   | Tomasz Darski Andrzej Sołoducha (Ślęza Wrocław)                                 |      | Jan Pinczura Jerzy Topa (Górnik Czechowice)         |      | Krzysztof Tryba Ireneusz Ulańczyk (Slęza Wrocław)      |      |
| C-2 1000 m  | Tomasz Darski Andrzej Sołoducha (Ślęza Wrocław)                                 |      | Jan Wiczewski Krzysztof Głowacki (Wiskord Szczecin) |      | Dariusz Koszykowski Bogdan Kasprzyk (Wiskord Szczecin) |      |
| C-2 10000 m | Jan Wiczewski Krzysztof Głowacki (Wiskord Szczecin)                             |      | Tomasz Darski Andrzej Sołoducha (Ślęza Wrocław)     |      | Krzysztof Owczarz Jacek Szumiło (Zawisza Bydgoszcz)    |      |
| C-4 500 m   | Ślęza Wrocław Tomasz Darski Andrzej Sołoducha Ireneusz Ulańczyk Krzysztof Tryba |      | Wiskord Szczecin                                    |      | Posnania                                               |      |

#### Kajaki
| Konkurencja | Złoto                                                                                             | Czas | Srebro                                                  | Czas | Brąz                                                       | Czas |
| K-1 500 m   | Maciej Freimut (Zawisza Bydgoszcz)                                                                |      | Grzegorz Krawców (Dozamet Nowa Sól)                     |      | Mariusz Rutkowski (Posnania)                               |      |
| K-1 1000 m  | Maciej Freimut (Zawisza Bydgoszcz)                                                                |      | Andrzej Gajewski (Energetyk Poznań)                     |      | Grzegorz Krawców (Dozamet Nowa Sól)                        |      |
| K-1 10000 m | Grzegorz Kaleta (Olimpia Elbląg)                                                                  |      | Andrzej Gajewski (Energetyk Poznań)                     |      | Grzegorz Krawców (Dozamet Nowa Sól)                        |      |
| K-2 500 m   | Wojciech Kurpiewski Andrzej Liminowicz (Admira Gorzów)                                            |      | Andrzej Gajewski Piotr Wojciechowski (Energetyk Poznań) |      | Ryszard Czyżkowski Piotr Szczeszek (Wiskord Szczecin)      |      |
| K-2 1000 m  | Mariusz Rutkowski Dariusz Zyber (Posnania)                                                        |      | Mariusz Lipka Adam Serwatka (Ślęza Wrocław)             |      | Ryszard Czyżkowski Rajmund Zajączkowski (Wiskord Szczecin) |      |
| K-2 10000 m | Mariusz Lipka Adam Serwatka (Ślęza Wrocław)                                                       |      | Mariusz Rutkowski Dariusz Zyber (Posnania)              |      | Piotr Płaczek Dariusz Tauchert (Warta Poznań)              |      |
| K-4 500 m   | Admira Gorzów Wlkp. Wojciech Kurpiewski Andrzej Liminowicz Dariusz Buczyński Rafał Trociński      |      | Sokół Ostróda                                           |      | Górnik Czechowice                                          |      |
| K-4 1000 m  | Admira Gorzów Wlkp. Wojciech Kurpiewski Andrzej Liminowicz Dariusz Bukowski Stanisław Jałoszyński |      | Zawisza Bydgoszcz                                       |      | Górnik Czechowice                                          |      |
| K-4 10000 m | Górnik Czechowice Mariusz Nowakowski Grzegorz Dzienia Wojciech Oleś Piotr Lewandowicz             |      | Sokół Ostróda                                           |      | Ślęza Wrocław                                              |      |

### Kobiety

#### Kajaki
| Konkurencja | Złoto                                                                 | Czas | Srebro                                        | Czas | Brąz                                            | Czas |
| K-1 500 m   | Barbara Hajcel (Posnania)                                             |      | Katarzyna Opara (Piast Człuchów)              |      | Dorota Nanartowicz (Spójnia Warszawa)           |      |
| K-1 5000 m  | Beata Płaczek (Warta Poznań)                                          |      | Katarzyna Opara (Piast Człuchów)              |      | Beata Brzezińska (Posnania)                     |      |
| K-2 500 m   | Sylwia Stanny Renata Oleś (Górnik Czechowice)                         |      | Beata Brzezińska Jolanta Kizińczak (Posnania) |      | Beata Płaczek Barbara Przybylska (Warta Poznań) |      |
| K-2 5000 m  | Sylwia Stanny Renata Oleś (Górnik Czechowice)                         |      | Barbara Hajcel Jolanta Kizińczak (Posnania)   |      | Agnieszka Melko Agnieszka Gryka (WFS Lublin)    |      |
| K-4 500 m   | Posnania Beata Brzezińska Barbara Hajcel Ewa Gawęda Jolanta Kizińczak |      | Ślęza Wrocław                                 |      | Stoczniowiec Gdańsk                             |      |